# 1+1
"1+1" é uma canção da artista musical estadunidense Beyoncé, contida em seu quarto álbum de estúdio 4 (2011). Servindo como a faixa inicial do disco, foi composta e produzida pela própria com o auxílio de The-Dream e Christopher Tricky Stewart. Inicialmente intitulada "Nothing But Love", The-Dream havia composto a faixa para incluí-la em seu segundo álbum de estúdio Love vs. Money (2009). A faixa foi lançada como um single promocional em 25 de maio de 2011, através da Columbia Records.
Musicalmente, "1+1" é uma balada derivada do R&B contemporâneo e da música soul, em que Knowles expressa seu amor sem fim ao seu parceiro; as letras apresentam fortes declarações sobre o poder do relacionamento. A obra foi aclamada pela mídia especializada, a qual prezou o ênfase dos vocais de Knowles e a sua instrumentação; alguns resenhadores a compararam com obras dos cantores compatriotas Prince e Sam Cooke. Devido ao forte número de downloads digitais após seu lançamento, conseguiu registrar entrada no 82º posto da tabela canadense Canadian Hot 100 e a 57ª colocação da Billboard Hot 100. Além disso, conseguiu entrar em tabelas britânicas, portuguesas e sul-coreanas. O vídeo musical correspondente foi dirigido pela própria artista ao lado de Lauren Briet e Ed Burke, e estreou em 26 de agosto de 2011 através do E! News. O vídeo apresenta uma direção "diferente" aos trabalhos anteriores da cantora, já que não incorpora grandes rotinas de dança, e experimenta efeitos visuais psicodélicos, bem como iluminação inovadora, que dão o clipe de uma sensação cinematográfica. A produção obteve análises positivas de críticos musicais, que prezaram o seu tema estético e sexual, em que alguns afirmaram que ele seria lembrado como um dos mais emblemáticos trabalhos visuais de Knowles.
Logo após a apresentação de Knowles no American Idol, foi divulgado um vídeo que recebeu cobertura considerável de diferentes meios de comunicação. Foi filmado por Jay-Z com um celular com câmera e mostra Knowles ensaiando "1 +1" nos bastidores da atração. Como forma de divulgação, Knowles incluiu "1+1" no repertório de um show gratuito como parte da série dos concertos de verão do programa matinal Good Morning America, no especial A Night with Beyoncé transmitido pela ITV e no seu concerto de residência 4 Intimate Nights with Beyoncé, realizado no Roseland Ballroom, em Nova Iorque. Estas apresentações ao vivo receberam recepção positiva; um escritor do The Huffington Post descreveu a performance feita no American Idol como "
[uma apresentação] épica e emocionalmente carregada". As cantoras compatriotas Dondria e Tiffany Evans fizeram regravações da balada com modificações líricas.

## Composição
"1+1" é uma canção de R&B e soul, com influência de indie rock e  uso de violão e piano. Erika Brooks Adickman escreveu que a 1+1 tem semelhanças com as músicas de Alicia Keys, "If I Ain't Got You", "Schoolhouse Rock!'s" e "Three Is a Magic Number", e a comparou com os vocais de "Halo".
Ao longo da música, Beyoncé canta para um amante,e "explica que a única coisa que ela tem certeza é sobre seus sentimentos por este homem". Contessa Gayles da AOL escreveu que "1+1' é como fazer amor em circunstâncias apocalípticas".

## Performances ao vivo

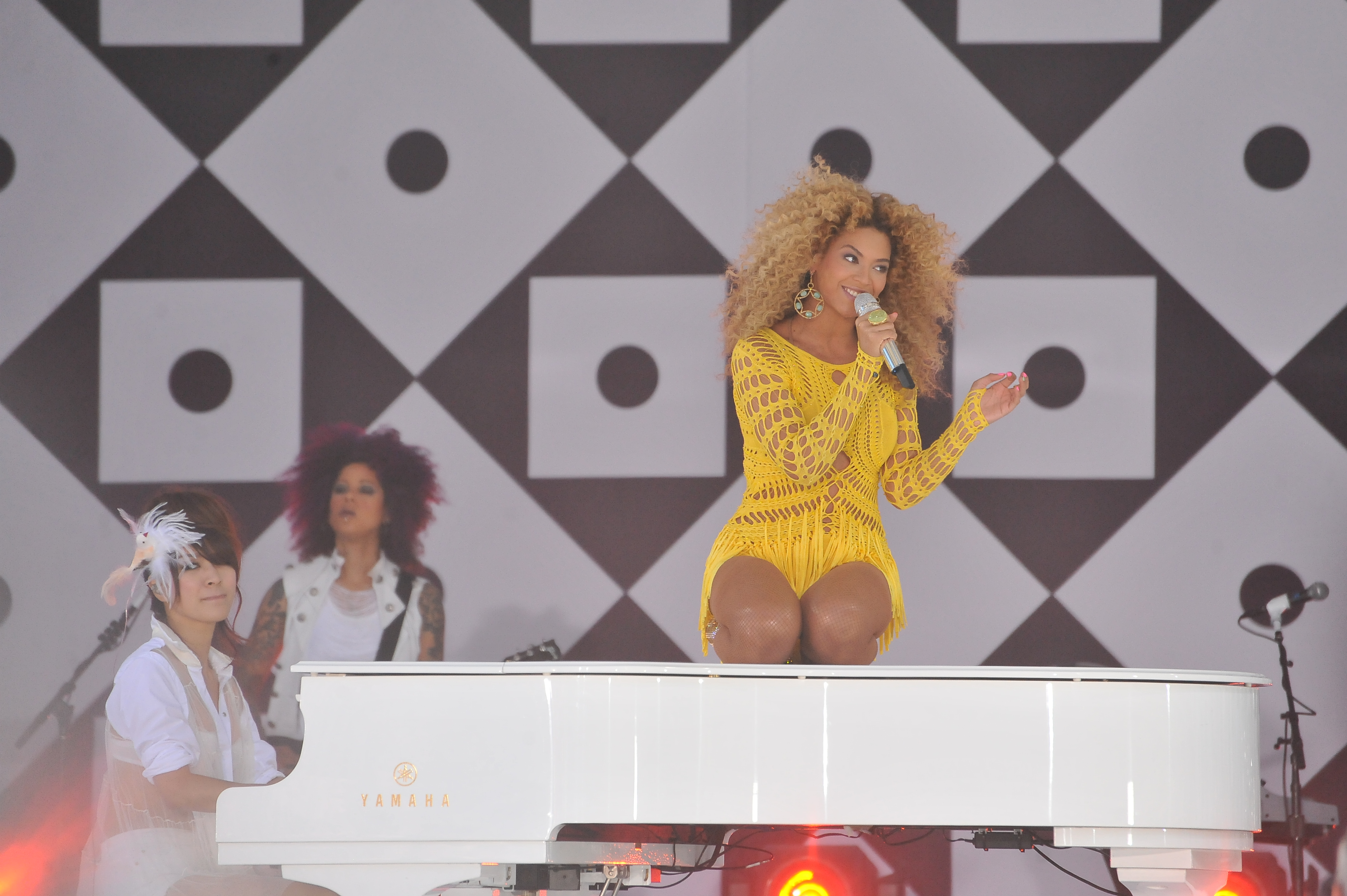
BEYONCE CONCERT IN CENTRAL PARK 2011 / Good Morning America's Summer Concert Series - Central Park, Manhattan NYC - 0701/11

Beyoncé estreou "1+1 " cantando uma versão ao piano no final da decima temporada do American Idol no dia 25 de maio de 2011. Usando um vestido roxo, ela cantou a música cercada pela fumaça de efeito especial e uma iluminação vermelha, durante sua performance ela declarou: "Esta é minha canção favorita". No final da performance, ela ficou caiu joelhos e apertou as mãos dos fãs que estavam na sua frente. Um escritor do The Huffington Post considerou a performance de Beyoncé como "épico" e "emocionalmente".

## Recepção da crítica
Nadine Cheung da AOL Radio elogiou o tom baixo da música,o que valoriza a voz de Beyoncé.Gabi Gregg de TJ MTV disse que a música lembra as músicas do álbum Dangerously in Love.Brandon Soderberg da Pitchfork Media escreveu: "(…) ela realmente explora e não afeta a qualidade da música, e quando o solo de guitarra aparece, é catártico. Naquele exato momento, esta apaixonada canção da música pop atemporal se torna um clássico por si própria" No dia 1 de dezembro de 2011, Pretty Much Amazing elegeu a "1+1" como a melhor canção de 2011. No dia 17 de dezembro de 2011, Sean Michaels da revista The Guardian a elegeu como melhor canção do ano de 2011. Em dezembro de 2011, a revista Dummy elegeu '1+1' como a melhor canção de 2011.

### Lista de Melhores canções
| País           | Crítico                               | Nome                      | Posição |
| -------------- | ------------------------------------- | ------------------------- | ------- |
| Estados Unidos | Pretty Much Amazing (por: luis tovar) | 100 Best Songs of 2011    | 1       |
| Estados Unidos | Dummy                                 | The 52 Best Songs Of 2011 | 1       |
| Reino Unido    | The Guardian (por: Sean Michaels)     | Best Songs of 2011        | 1       |

## Faixas e formatos
| Download digital |        |                                                                          |         |  |
| N.º              | Título | Compositor(es)                                                           | Duração |  |
| 1.               | "1+1"  | Beyoncé Knowles, Terius Nash, Christopher Stewart e Jackson Corey Carter | 4:32    |  |

## Desempenho
Mesmo não sendo solicitado airplay pela sua gravadora Columbia,a música debutou na Billboard Hot 100 na 57° posição com 57,000 download digitais Até dezembro de 2011, a canção vendeu mais de 194,000 mil downloads pagos nos Estados Unidos.

### Posições
| Tabela musical (2011)                               | Melhor Posição |
| --------------------------------------------------- | -------------- |
| Canadá - Canadian Hot 100                           | 82             |
| Coreia do Sul - International Singles Charts        | 34             |
| Estados Unidos - Billboard Hot 100                  | 57             |
| Estados Unidos - Bubbling Under R&B/Hip-Hop Singles | 5              |
| Estados Unidos - R&B/Hip-Hop Digital Songs          | 12             |
| Portugal - Top 30 Ring Tones                        | 14             |
| Reino Unido - UK Singles Chart                      | 71             |
| Reino Unido - R&B/Hip-Hop Chart                     | 23             |